# Juan Luis Hague
Juan Luis Hague ( * Lima, 1891 – Lima, 5 de enero de 1945) fue un abogado y farmacéutico peruano. Estudió y fue catedrático en la Universidad Nacional Mayor de San Marcos.

## Cronología de Hague
- 1919: catedrático de Farmacia Galénica en la Facultad de Medicina (1919-1944).

- 1924: realiza sus estudios en Derecho en la Facultad de Derecho (1924-1928).

- 1930: recibe su título de abogado.

- 1931: director de la Escuela de Farmacia (1931-1943).

- 1943: Decano de la Facultad de Farmacia, categoría que logra la antigua escuela por el esfuerzo de Hague (1943-1945)